# Schoepfia
Schoepfia é um género botânico pertencente à família Olacaceae o Schoepfiaceae.

## Espécies
- Schoepfia sect. Alloschoepfia
- Schoepfia sect. Choristigma
- Schoepfia sect. Schoepfiopsis
- Schoepfia acuminata
- Schoepfia angulata
- Schoepfia angustata
- Schoepfia arborescens
- Schoepfia arenaria
- Schoepfia brasiliensis
- Schoepfia californica
- Schoepfia chinensis
- Schoepfia chrysophylloides
- Schoepfia clarkii
- Schoepfia cubensis
- Schoepfia didyma
- Schoepfia evenia
- Schoepfia flexuosa
- Schoepfia fragrans
- Schoepfia grandifolia
- Schoepfia griffithiana
- Schoepfia griffithii
- Schoepfia haitiensis
- Schoepfia harrisii
- Schoepfia jasminodora
- Schoepfia jasminodora var. jasminodora
- Schoepfia jasminodora var. malipoensis
- Schoepfia lucida
- Schoepfia macrophylla
- Schoepfia marchii
- Schoepfia mexicana
- Schoepfia miersii
- Schoepfia multiflora
- Schoepfia nigricans
- Schoepfia obliquifolia
- Schoepfia obovata
- Schoepfia olivacea
- Schoepfia paradoxa
- Schoepfia parvifolia
- Schoepfia pringlei
- Schoepfia quintuplinervia
- Schoepfia schreberi
- Schoepfia scopulorum
- Schoepfia shreveana
- Schoepfia stenophylla
- Schoepfia tepuiensis
- Schoepfia tetramera
- Schoepfia vacciniiflora
- Schoepfia velutina